# 뉴질랜드 풋볼
뉴질랜드 풋볼(New Zealand Football)은 뉴질랜드의 축구 관리 기구이다. 뉴질랜드 축구 국가대표팀("All Whites"), 전국 유소년 및 뉴질랜드 여자 축구 국가대표팀, 뉴질랜드 남녀 내셔널 리그를 관리한다. 그외에도 채텀 컵과 케이트 셰퍼드 컵을 포함한 여러 대회 등을 감독하며, 호주 A 리그에서 뛰는 뉴질랜드 팀인 웰링턴 피닉스 FC 또한 뉴질랜드 축구 관할권에 속한다.

## 역사
1891년에 뉴질랜드 축구 협회 라는 이름으로 설립되었으며 1948년에는 국제 축구 연맹 기구인 FIFA에 가입했다. 2007년 5월, 협회는 뉴질랜드 풋볼(NZF)이라는 이름으로 이름이 바뀌었고, 세계의 다른 지역에서 일반적으로 사용되는 방식에 따라 협회에서 이전까지 사용한 "사커"라는 단어 대신에 " 풋볼 "이라는 단어를 사용하게 되었다. 공식 협회에서는 항상 스포츠를 풋볼(Football)이라고 부르지만 일반적으로 사커(Soccer)라는 단어를 더 자주 사용하고 있다.
뉴질랜드는 1964년 아시아축구연맹(AFC)에 가입했지만 나중에 탈퇴했다. 그리고 이후 호주와 뉴질랜드는 1966년에 오세아니아 축구 연맹을 결성했다
2007년 9월에는 뉴질랜드 여자 축구팀은 기존의 "SWANZ"라는 이름에서 "Football Ferns"로, 여자 20세 이하 팀은 "Junior Football Ferns"로, 17세 이하 팀은 "Young Football Ferns"로 이름이 변경되었다

### 남미 연맹으로 이동
2013년 1월, FIFA 집행위원회 위원들은 제프 블라터(Joseph Blatter)가 소집한 비공개 회의에서 뉴질랜드 축구 연맹을 남미 축구 연맹 (CONMEBOL)으로 옮기는 것에 대한 토론을 진행했다. 회의 후 블라터는 아이디어가 비준되었지만 약간의 조정이 필요하다고 발표했다. 그러나 6월에 뉴질랜드 연맹의 최고 경영자 앤디 마튼은 현재 행정부가 뉴질랜드 풋볼을 다른 대회로 이동시킬 계획이 없다고 발표했는데, 이는 뉴질랜드가 기존의 오세아니아 축구 연맹에 남아 있어야 한다는 것을 의미했다.

## 같이 보기
- 뉴질랜드 축구 국가대표팀
- 뉴질랜드 여자 축구 국가대표팀
- 뉴질랜드 여자 U-17 축구 국가대표팀